# Rosa onoei
Rosa onoei är en rosväxtart som beskrevs av Tomitaro Makino. Rosa onoei ingår i släktet rosor, och familjen rosväxter.

## Underarter
Arten delas in i följande underarter:
- R. o. hakonensis
- R. o. oligantha

## Bildgalleri

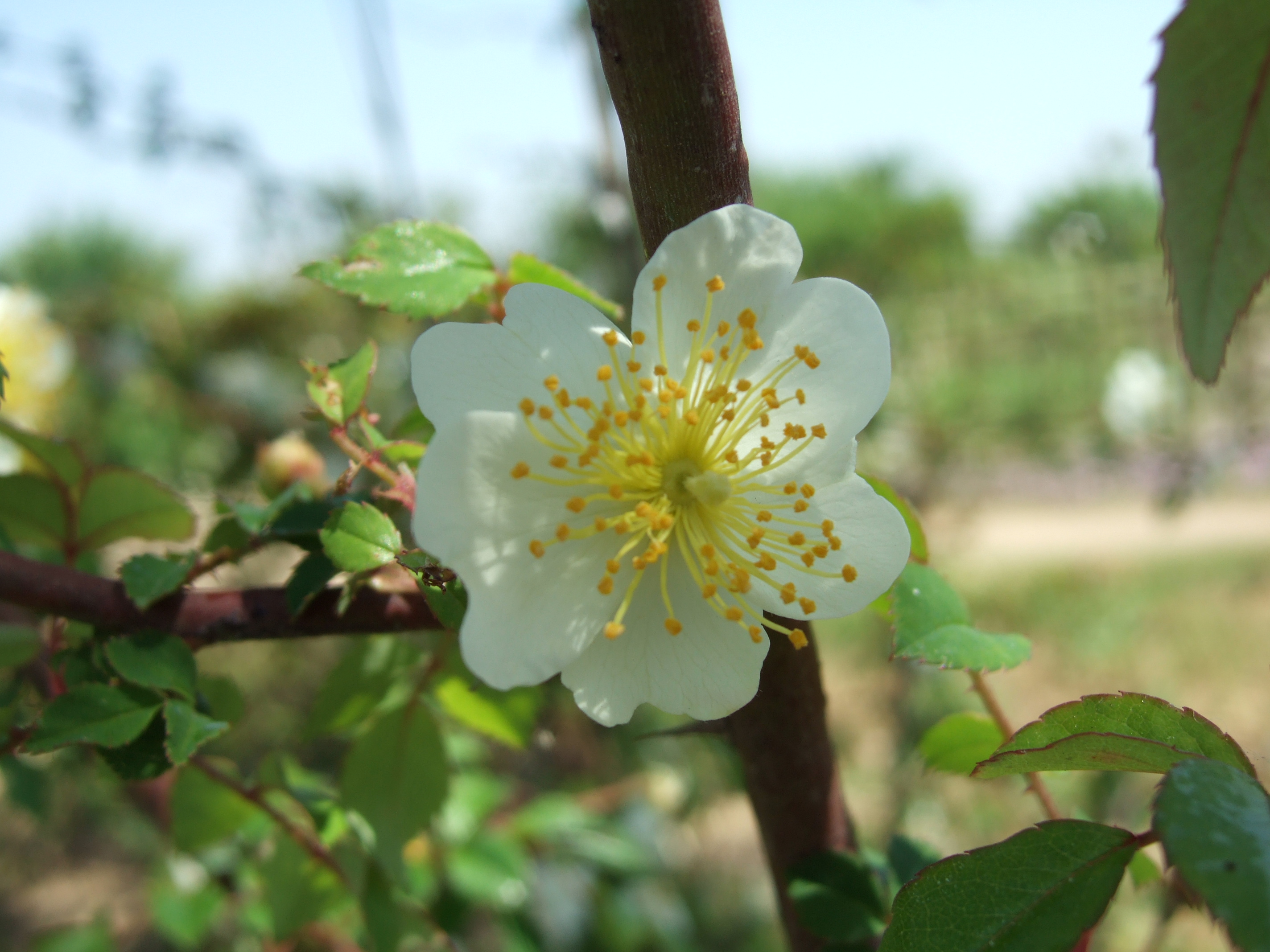
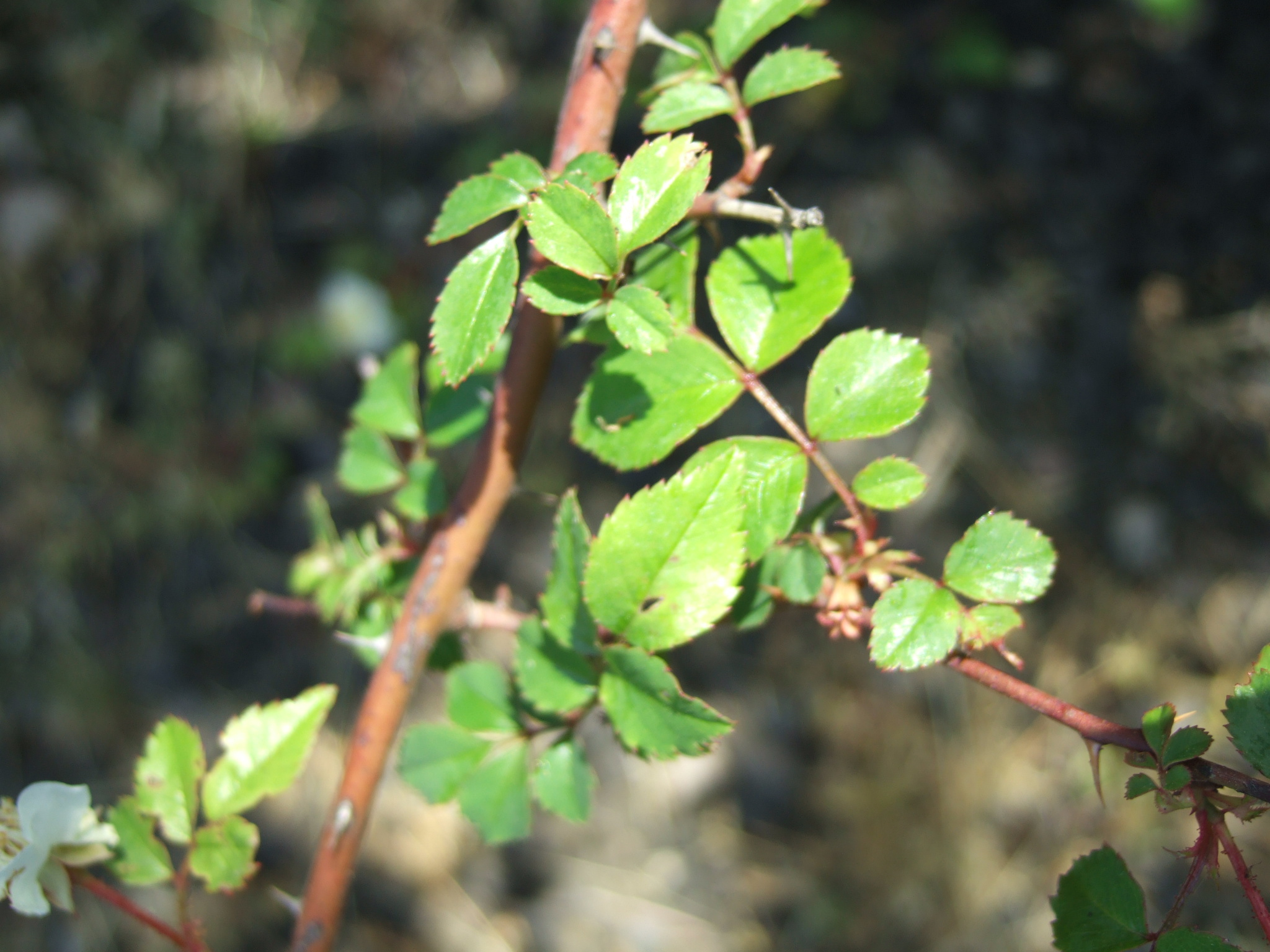
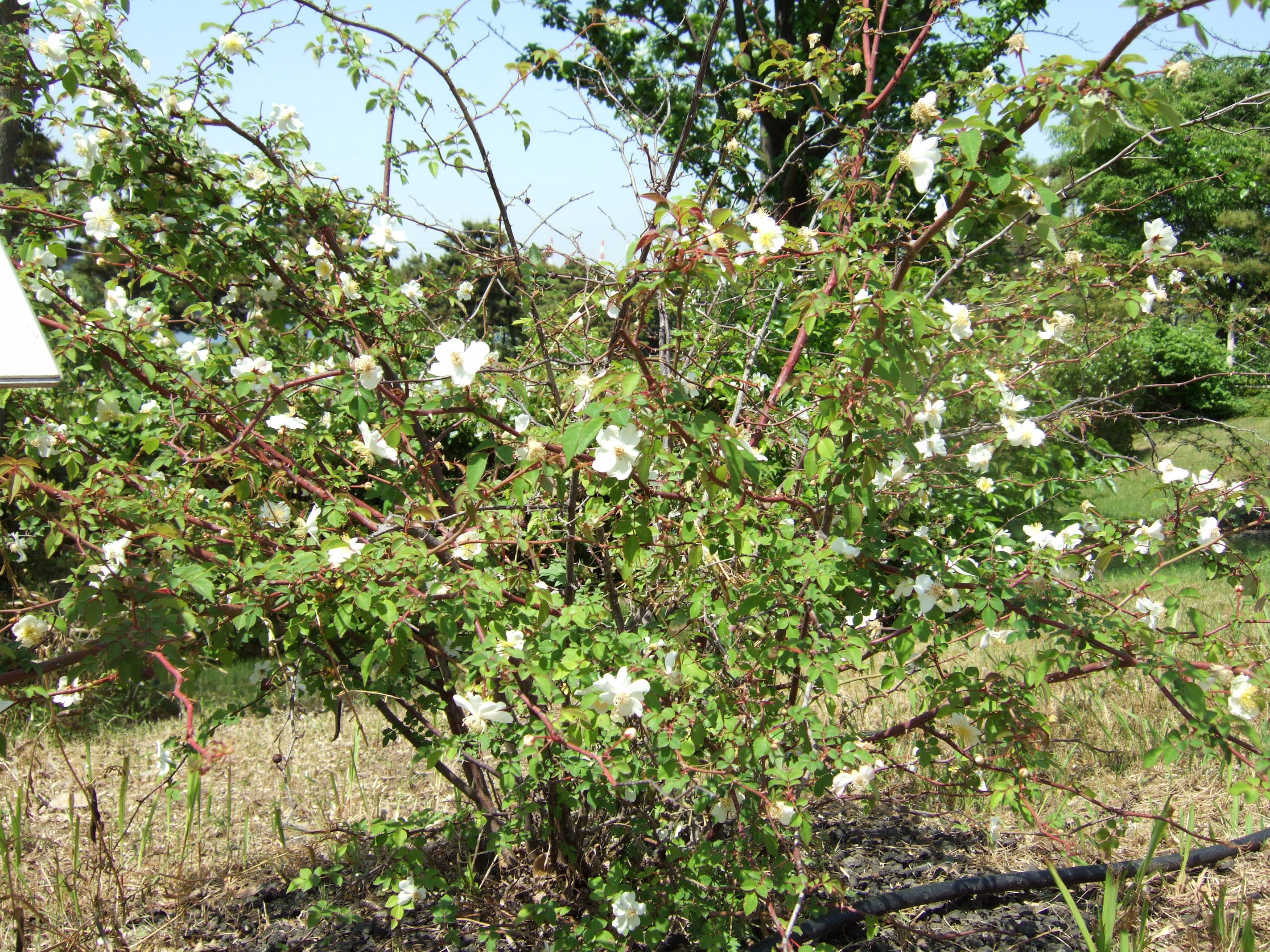